# Національна зала слави жінок

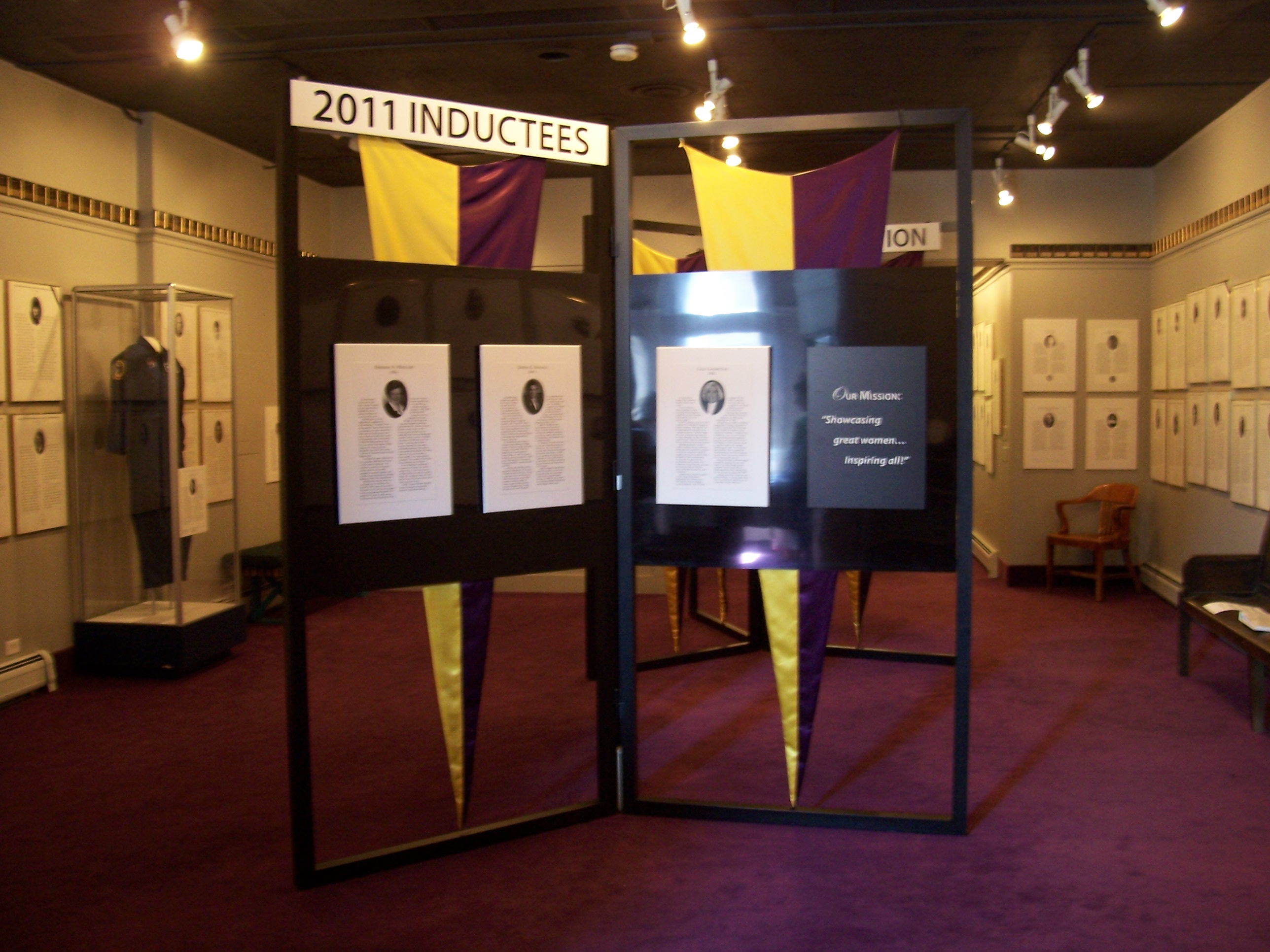
Інтер'єр Національної зали слави жінок

Національна зала слави жінок (англ. National Women's Hall of Fame) — американська організація, що вшановує видатних жінок, які зробили внесок у розвиток суспільства, науки, мистецтв, спорту тощо. Створена 1969 року у м. Сенека-Фолс, де у 1848 році відбувся перший з'їзд прибічниць рівноправ'я і зародився американський рух за права жінок.
До Національної зали слави жінок зараховані Елла Фіцджеральд, Сакаджавея, Емілі Дікінсон, Гілларі Клінтон, Амелія Ергарт та багато інших видатних постатей. Кожна кандидатка на зарахування до Національної зали проходить суворий процес відбору, до якого залучаються спеціаліст(к)и та фахівчині(-ці) з різних сфер. Номінантки відбираються залежно від: 
- масштабності та впливовості внеску у розвиток суспільства, економіки чи культури;
- впливу їх досягнень на розвиток країни та світу;
- значення їх досягнень у довготривалій перспективі.[12]

Церемонії «уведення у залу» проводяться восени кожного непарного року. Імена нових членкинь оголошують раніше — навесні, зазвичай у березні, який вважається Місяцем жіночої історії.
Станом на 2018 рік до Зали зараховано 266 жінок.

## Місце
На початку свого існування Зала розташовувалась у Коледжі Ейзенхауера. У 1979 році організація винайняла будівлю в історичному районі м. Сенека-Фолс, у якій розташовувався банк, і переоблаштувала її для власних потреб. Тепер там розташовується постійна експозиція Зали, історичні артефакти та офіси організації. Зала знаходиться за адресою Фол-стріт, 76, поруч з Національним історичним парком прав жінок, заснованим на місці з'їзду 1848 року. У 2014 році організація провела кампанію зі збору 20 мільйонів доларів для переміщення Зали у нове місце — місцеву трикотажну фабрику, збудовану 1844 року. Це місце пов'язують з аболіціоністським рухом і народженням руху за права жінок. Фабрика розташована недалеко від Весліанської церкви, у якій проходив з'їзд за права жінок у 1848 році.